# Фицкларенс, Джеффри, 3-й граф Манстер
Джеффри Джордж Гордон Фицкларенс (англ. Geoffrey George Gordon FitzClarence, 3rd Earl of Munster; 18 июля 1859 — 2 февраля 1902) — 3-й граф Манстер, 3-й виконт Фицкларенс и 3-й барон Тьюксбери с 1901 года, британский аристократ и военный. Он был известен как достопочтенный Джордж Фицкларенс с 1859 по 1870 год и лорд Тьюксбери с 1870 по 1901 год.

## Биография
Родился 18 июля 1859 года. Третий сын Уильяма Фицкларенса, 2-го графа Манстера (1824—1901), и Вильгельмины Кеннеди-Эрскин (1830—1906). Правнук короля Великобритании Вильгельма IV от его любовницы Доротеи Джордан. Его родители были двоюродными братом и сестрой, что делало Джеффри дважды правнуком Вильгельма IV. Его дедом по отцовской линии был Джордж Фицкларенс, 1-й граф Манстер, а его бабушкой по материнской линии была леди Августа Фицкларенс, которые были братом и сестрой. Его старшие братья, Эдвард (1856—1870) и Лайонел (1857—1863), умерли, не достигнув совершеннолетия.

## Военная карьера
Лорд Тьюксбери был призван в британскую армию в качестве младшего офицера 2-го батальона Королевского стрелкового корпуса (тогда 60-го стрелкового полка). Он участвовал во Второй англо-афганской войне в 1879—1880 годах в возрасте 19 лет, присутствовал при сражении при Ахмед-Хеле и Урако близ Газни, сопровождал лорда Робертса в походе на Кандагар и участвовал в битве под этим названием. Он также проходил службу в 3-м батальоне своего полка во время Первой англо-бурской войны в 1881 году. Джеффри стал капитаном в 1888 году и ушел в отставку с поста в регулярной армии в 1895 году.
После выхода на пенсию 25 марта 1896 года он вступил в 3-й батальон (ополчение) Королевских шотландцев (Лотианский полк) в звании капитана и после нескольких лет службы в командовании ротой был повышен до почетного звания майора. Батальон был сформирован в декабре 1899 года для участия во Второй англо-бурской войне, а в начале марта 1900 года покинул Куинстаун на корабле SS Oriental в Южную Африку. Лорд Тьюксбери был упомянут в депешах и получил орден «За выдающиеся заслуги» (DSO) за свою службу.

## Пэрство
Именно во время своего последнего военного похода в Южную Африку лорд Тьюксбери получил уведомление о смерти своего отца и своем наследовании титулов графа Манстер и других титулов. Он так и не вернулся в Великобританию, умер в Южной Африке в возрасте 42 лет в результате несчастного случая на шахтах Лейс, всего через девять месяцев после того, как стал 3-м графом Манстером.
3-й граф Манстер не был женат и не имел детей, и поэтому графский титул и другие титулы перешли к его следующему брату Обри Фицкларенсу.